# Wahl zur Queensland Legislative Assembly 1915
Die Wahl zur Queensland Legislative Assembly 1915 war eine Parlamentswahl, die am 22. Mai 1915 im australischen Bundesstaat Queensland durchgeführt wurde, um die 72 Mitglieder der Legislative Assembly zu bestimmen.
Die Wahl war die zweite, der sich die Ministerialregierung unter Digby Denham stellen musste, der seit dem 7. Februar 1911 Premier Queenslands war. Die oppositionelle Labor Party unter T. J. Ryan hatte zuvor zweimal den Premier gestellt – 1899 durch Anderson Dawson und 1906 durch William Kidston, wobei ersterer durch keine Mehrheit im Parlament unterstützt wurde und letzterer diese durch Spaltung der Labor Party hervorrief. Labor hielt vor 1915 keine Mehrheitsregierung.
Die Wahl brachte im Vergleich zur Wahl 1912 einen Erdrutschsieg für Labor und die erste Mehrheitsregierung Labors in Queensland. Bis auf zwei verloren die Minister Denhams und dieser selbst ihre Sitze. Die Wahl leitete eine bis 1957 andauernde Periode der Hegemonie der Labor Party in der Assembly ein, die lediglich 1929–1932 durch die Moore Ministry unterbrochen wurde.

## Ablauf
| Datum          | Ereignis                                                           |
| -------------- | ------------------------------------------------------------------ |
| 15. April 1915 | Auflösung des Parlaments                                           |
| 15. April 1915 | Ausgabe eines Writs zur Durchführung der Wahl durch den Gouverneur |
| 28. April 1915 | Bewerbungsschluss                                                  |
| 22. Mai 1915   | Wahltag, die Wahllokale sind von 8:00 bis 18:00 Uhr geöffnet.      |
| 1. Juni 1915   | Rücktritt der Denham Ministry und Vereidigung der Ryan Ministry    |
| 21. Juni 1915  | Die Wahlergebnisse werden formal festgestellt.                     |
| 13. Juli 1915  | Parlament konstituiert sich                                        |

## Wahlergebnis
| Listen                                             | Stimmen | %    | +/-   | Mandate | +/- |
| -------------------------------------------------- | ------- | ---- | ----- | ------- | --- |
| Labor                                              | 136.419 | 52,1 | +5,4  | 45      | +20 |
| Ministerialist                                     | 109.985 | 42,0 | −4,7  | 21      | −25 |
| Farmers’ Union                                     | 13.233  | 5,0  | +5,0  | 5       | + 5 |
| Independent                                        | 2.415   | 0,9  | −0,8  | 1       | ± 0 |
| Gesamt                                             | 262.052 | 100  |       | 72      | –   |
|                                                    |         |      |       |         |     |
| Ungültige Stimmen                                  | 4.188   | 1,6  | +0,4  |         |     |
| Wähler                                             | 266.240 | 88,1 | +12,6 |         |     |
| Wahlberechtigte                                    | 302.061 |      |       |         |     |
|                                                    |         |      |       |         |     |
| Quelle: Australian Politics and Elections Database |         |      |       |         |     |

335.195 Wähler waren zur Wahl registriert, aber acht Sitze (das entspricht 11,1 % aller Sitze) wurden ohne Gegenkandidatur vergeben – sechs Sitze für Labor, die 24.564 registrierte Wähler vertraten, ein Sitz der Ministerialisten, der 3.999 Wähler vertrat und einer der Farmers’ Union, der 4.571 Wähler vertrat.

## Belege
1. ↑  (ohne Titel). In: Queensland Government Gazette. Band  104, 15. April 1915 , S. 1101 (englisch).
2. ↑  (ohne Titel). In: Queensland Government Gazette. Band  104, 15. April 1915 , S. 1103 (englisch).
3. ↑  (ohne Titel). In: Queensland Government Gazette. Band  104, 1. Juni 1915 , S. 1513–1514 (englisch).
4. ↑  (ohne Titel). In: Queensland Government Gazette. Band  105, 13. Juli 1915 , S. 141 (englisch).